# エルンスト・グートシュタイン
エルンスト・グートシュタイン（Ernst Gutstein, 1924年5月15日 - 1998年2月24日）は、オーストリア出身のバリトン歌手。

## 経歴
1924年、ウィーン生まれ。ウィーン音楽院でヨゼフ・ヴィットとハンス・ドゥハンの薫陶を受けた。
1948年にインスブルックのチロル州立歌劇場で初舞台を踏み、ハーゲン歌劇場、ハイデルベルク歌劇場、カッセル国立歌劇場、ライン・ドイツ歌劇場、フランクフルト歌劇場などに登場。1963年からウィーン国立歌劇場を本拠にして活動するようになり、ウィーン・フォルクスオーパーにも出演した。1987年と1990年にはグラインドボーン音楽祭に参加している。
1970年代からは母校のウィーン国立音楽大学で教鞭をとった。1998年にウィーンにて没。